# Victoria Cuenca Gnecco
Victoria Cuenca Gnecco (Adra, Almería) es una historiadora, poeta y documentalista española.
Es colaboradora del Centro Andaluz de las Letras, miembro del Sindicato Nacional de Escritores Españoles y socia de honor de la Asociación Cultural Amigos de la Alpujarra, de Adra.

## Obra publicada

### Historia
- 1989 - Adra. Siglos XVII y XVIII. Documentos Históricos Alpujarreños. 130 pp. ISBN 978-84-404-4154-6
- 1997 - Adra la vieja. Siglo XVI y los fueros de Adra la nueva. Documentos Históricos Alpujarreños, n.º 2. 165 pp. ISBN 978-84-922608-0-5
- 2005 - Contribuciones de guerra de Adra y Berja. (1811-1814). 97 pp. ISBN 978-84-922608-3-6
- El río Adra y La Alquería.
- El río Adra, siglo XIX. La lucha de los abderitanos contra sus desbordamientos.

### Poesía
- 1990 - Arribada (il. T. Gnecco Suárez). 95 pp. ISBN 978-84-404-6908-3
- 1992 - Adiós, Granada. 80 pp. ISBN 978-84-604-0864-2
- 1994 - Apocalipsis. Cuaderno Azul. 20 pp. ISBN 978-84-605-1663-7
- 2001 - Hora nona. 80 pp. ISBN 978-84-922608-1-2

## Galardones
- 1996 - 1.er Certamen Poesía Alpujarra (Madrid).
- 1997 - 1.er Premio de Poesía A. C. Celia Viñas.
- 1998 - 1.er Certamen Literario El Eco de Alhama (Alhama de Almería).
- 2007 - Medalla de Oro de San Isidoro concedida por el Sindicato Nacional de Escritores Españoles.[2]

## Enlaces
- Sitio Web de Victoria Cuenca Gnecco.
- Victoria Gnecco Cuenca en la Revista Air (enlace roto disponible en Internet Archive; véase el historial, la primera versión y la última)., (Málaga).
- Victoria Cuenca Gnecco en n.º 25, n.º 5 (julio de 1998) yArchivado el 13 de mayo de 2008 en Wayback Machine. (julio de 2008).
- Victoria Cuenca Gnecco en Revista La Fuente, n.º 12.

- Datos: Q2883296